# Coupe d'Espagne de cyclo-cross 2023
Navigation
2022 2024
La Coupe d'Espagne de cyclo-cross 2023 est la 8e édition de la Coupe d'Espagne de cyclo-cross. Elle est composée de 8 manches : la première à Gijón, le 1er octobre 2023, et la dernière à Valence, le 17 décembre 2023.

## Hommes élites

### Résultats
| # | Date        | Lieu                                                      | Vainqueur              | Deuxième                  | Troisième             | Leader du classement général |
| - | ----------- | --------------------------------------------------------- | ---------------------- | ------------------------- | --------------------- | ---------------------------- |
| 1 | 1er octobre | Gijón (XIII Trofeo Villa de Gijón)                        | Kevin Suárez Fernández | Mario Junquera San Millán | Raúl Mira Bonastre    | Kevin Suárez Fernández       |
| 2 | 7 octobre   | Pontevedra (Gran Premio Ciudad de Pontevedra)             | Kevin Suárez Fernández | Felipe Orts               | Jens Dekker           | Kevin Suárez Fernández       |
| 3 | 12 octobre  | As Pontes (II Ciclocross Lago de As Pontes)               | Jens Dekker            | Felipe Orts               | Thijs Aerts           | Kevin Suárez Fernández       |
| 4 | 29 octobre  | Les Franqueses (Gran Premi Les Franqueses-KH7)            | Gonzalo Inguanzo       | Mario Junquera San Millán | Raúl Mira Bonastre    | Mario Junquera San Millán    |
| 5 | 5 novembre  | Karrantza (XXX Cyclo-cros Internacional de Karrantza)     | Gonzalo Inguanzo       | Mario Junquera San Millán | Raúl Mira Bonastre    | Mario Junquera San Millán    |
| 6 | 11 novembre | Alcobendas (Ciclocross ciudad de Alcobendas Enbici)       | Gonzalo Inguanzo       | Mario Junquera San Millán | Javier Zaera          | Mario Junquera San Millán    |
| 7 | 16 décembre | Xàtiva (Ciclo-cross Ciudad de Xàtiva)                     | Felipe Orts            | Clément Venturini         | Gonzalo Inguanzo      | Gonzalo Inguanzo             |
| 8 | 17 décembre | Valence (XXVI Cyclocross Internacional Ciuda de Valencia) | Felipe Orts            | Clément Venturini         | Diego Ruíz de Arcaute | Gonzalo Inguanzo             |

### Classement
|    | Coureur                   | Points |
| -- | ------------------------- | ------ |
| 1  | Gonzalo Inguanzo          | 134    |
| 2  | Mario Junquera San Millán | 122    |
| 3  | Felipe Orts               | 90     |
| 4  | Raúl Mira Bonastre        | 82     |
| 5  | Miguel Rodríguez Novoa    | 75     |
| 6  | Kevin Suárez Fernández    | 74     |
| 7  | Diego Ruíz de Arcaute     | 57     |
| 8  | Jens Dekker               | 41     |
| 9  | Clément Venturini         | 40     |
| 10 | Javier Zaera              |        |

## Femmes élites

### Résultats
| # | Date        | Lieu                                                      | Vainqueur         | Deuxième        | Troisième         | Leader du classement général |
| - | ----------- | --------------------------------------------------------- | ----------------- | --------------- | ----------------- | ---------------------------- |
| 1 | 1er octobre | Gijón (XIII Trofeo Villa de Gijón)                        | Laura Verdonschot | Lucía González  | Sofia Rodríguez   | Laura Verdonschot            |
| 2 | 7 octobre   | Pontevedra (Gran Premio Ciudad de Pontevedra)             | Laura Verdonschot | Lucía González  | Sofia Rodríguez   | Laura Verdonschot            |
| 3 | 12 octobre  | As Pontes (II Ciclocross Lago de As Pontes)               | Laura Verdonschot | Sofia Rodríguez | Lucía González    | Laura Verdonschot            |
| 4 | 29 octobre  | Les Franqueses (Gran Premi Les Franqueses-KH7)            | Irene Trabazo     | Sara Bonillo    | Nahia Arana       | Laura Verdonschot            |
| 5 | 5 novembre  | Karrantza (XXX Cyclo-cros Internacional de Karrantza)     | Irene Trabazo     | Alicia González | Gwennig Le Dantec | Irene Trabazo                |
| 6 | 11 novembre | Alcobendas (Ciclocross ciudad de Alcobendas Enbici)       | Lucía González    | Sofia Rodríguez | Irene Trabazo     | Irene Trabazo                |
| 7 | 16 décembre | Xàtiva (Ciclo-cross Ciudad de Xàtiva)                     | Alba Teruel       | Alicia González | Sofia Rodríguez   | Irene Trabazo                |
| 8 | 17 décembre | Valence (XXVI Cyclocross Internacional Ciuda de Valencia) | Sofia Rodríguez   | Lucía González  | Alba Teruel       | Lucía González               |

### Classement
|    | Coureuse          | Points |
| -- | ----------------- | ------ |
| 1  | Lucía González    | 115    |
| 2  | Sofia Rodríguez   | 113    |
| 3  | Irene Trabazo     | 109    |
| 4  | Laura Verdonschot | 75     |
| 5  | Alicia González   | 66     |
| 6  | Sara Bonillo      | 65     |
| 7  | Nahia Arana       | 54     |
| 8  | Alba Teruel       | 41     |
| 9  | Marta Beti        | 41     |
| 10 | Alexandra Valade  | 40     |

## Hommes juniors

### Résultats
| # | Date        | Lieu                                                      | Vainqueur             | Deuxième              | Troisième      | Leader du classement général |
| - | ----------- | --------------------------------------------------------- | --------------------- | --------------------- | -------------- | ---------------------------- |
| 1 | 1er octobre | Gijón (XIII Trofeo Villa de Gijón)                        | Félix Rouinsard       | Canor Arboleya        | Unax Galán     | Félix Rouinsard              |
| 2 | 7 octobre   | Pontevedra (Gran Premio Ciudad de Pontevedra)             | Hodei Muñoz           | Unax Galán            | David Ivars    | Hodei Muñoz                  |
| 3 | 12 octobre  | As Pontes (II Ciclocross Lago de As Pontes)               | Hodei Muñoz           | Unax Galán            | Aimar Quintana | Hodei Muñoz                  |
| 4 | 29 octobre  | Les Franqueses (Gran Premi Les Franqueses-KH7)            | David Ivars           | Matisse Van Kerckhove | Unax Galán     | Unax Galán                   |
| 5 | 5 novembre  | Karrantza (XXX Cyclo-cros Internacional de Karrantza)     | Matisse Van Kerckhove | Joan Dupuy            | Aimar Quintana | Unax Galán                   |
| 6 | 11 novembre | Alcobendas (Ciclocross ciudad de Alcobendas Enbici)       | Hodei Muñoz           | Matisse Van Kerckhove | Unax Galán     | Hodei Muñoz                  |
| 7 | 16 décembre | Xàtiva (Ciclo-cross Ciudad de Xàtiva)                     | Hodei Muñoz           | Unax Galán            | David Ivars    | Hodei Muñoz                  |
| 8 | 17 décembre | Valence (XXVI Cyclocross Internacional Ciuda de Valencia) | David Ivars           | Hodei Muñoz           | Unax Galán     | Hodei Muñoz                  |

### Classement
|   | Coureur               | Points |
| - | --------------------- | ------ |
| 1 | Hodei Muñoz           | 140    |
| 2 | Unax Galán            | 124    |
| 3 | David Ivars           | 109    |
| 4 | Matisse Van Kerckhove | 65     |
| 5 | Ivan Martínez         | 60     |

## Femmes juniors

### Résultats
| # | Date        | Lieu                                                      | Vainqueur     | Deuxième        | Troisième       | Leader du classement général |
| - | ----------- | --------------------------------------------------------- | ------------- | --------------- | --------------- | ---------------------------- |
| 1 | 1er octobre | Gijón (XIII Trofeo Villa de Gijón)                        | Lorena Patiño | Aroa Otero      | Marta Estévez   | Lorena Patiño                |
| 2 | 7 octobre   | Pontevedra (Gran Premio Ciudad de Pontevedra)             | Lorena Patiño | Aroa Otero      | Lison Desprez   | Lorena Patiño                |
| 3 | 12 octobre  | As Pontes (II Ciclocross Lago de As Pontes)               | Lorena Patiño | Irati Aranguren | Maier Olano     | Lorena Patiño                |
| 4 | 29 octobre  | Les Franqueses (Gran Premi Les Franqueses-KH7)            | Lorena Patiño | Marta Estévez   | Irati Aranguren | Lorena Patiño                |
| 5 | 5 novembre  | Karrantza (XXX Cyclo-cros Internacional de Karrantza)     | Ana López     | Maier Olano     | Maeva Neveux    | Lorena Patiño                |
| 6 | 11 novembre | Alcobendas (Ciclocross ciudad de Alcobendas Enbici)       | Lorena Patiño | Irati Aranguren | Ana López       | Lorena Patiño                |
| 7 | 16 décembre | Xàtiva (Ciclo-cross Ciudad de Xàtiva)                     | Lorena Patiño | Aroa Otero      | Irati Aranguren | Lorena Patiño                |
| 8 | 17 décembre | Valence (XXVI Cyclocross Internacional Ciuda de Valencia) | Lorena Patiño | Aroa Otero      | Leyre Almena    | Lorena Patiño                |

### Classement
|   | Coureuse        | Points |
| - | --------------- | ------ |
| 1 | Lorena Patiño   | 175    |
| 2 | Aroa Otero      | 120    |
| 3 | Marta Estévez   | 107    |
| 4 | Irati Aranguren | 95     |
| 5 | Ana López       | 89     |